# Боженко, Афанасий Иванович
Афанасий Иванович Боженко (14 мая 1905 года, Новоукраинка, ныне Кировоградская область — 22 января 1982 года, Москва) — советский военный деятель, полковник (1943 год).

## Начальная биография
Родился 14 мая 1905 года в городе Новоукраинка ныне Кировоградской области.

## Военная служба

### Довоенное время
В декабре 1930 года был призван в ряды РККА и направлен на курсы одногодичников при 71-м стрелковом полку (Украинский военный округ), по окончании которых в декабре 1931 года был уволен в запас и состоял на учете в Валковском районном военном комиссариате (Харьковская область) командиром взвода. Работал зоотехником.
В мае 1932 года Боженко был повторно призван в ряды РККА и направлен на курсы переподготовки комсостава при Чугуевском дивизионном центре (23-я стрелковая дивизия, Украинский военный округ), по окончании которых с июня того же года служил в 45-м стрелковом полку на должностях командира взвода и временно исполняющего должность командира пулемётной роты.
В августе 1938 года был направлен на учёбу в Военной академии имени М. В. Фрунзе, по окончании которой в мае 1941 года был назначен на должность помощника начальника 1-го отделения оперативного отдела штаба Московского военного округа.

### Великая Отечественная война
В июне 1941 года был назначен на должность старшего помощника начальника оперативного отдела штаба Южного фронта. В августе был ранен и находился на лечении в госпитале Ростова-на-Дону.
В сентябре того же года был назначен на должность начальника 1-го отделения штаба 341-й стрелковой дивизии. С июня 1942 года временно командовал этой дивизией.
В ноябре 1943 года был назначен на должность начальника штаба 242-й горнострелковой дивизии (Приморская армия), а в декабре 1943 года — на должность начальника штаба 20-го стрелкового корпуса, действовавшего на керченском плацдарме. С 18 по 27 марта 1944 года Боженко временно исполнял должность командира этого корпуса, оборонявшего Таманский полуостров. Вскоре корпус принимал участие в ходе Восточно-Прусской наступательной операции, а в апреле-мае 1945 года — в Берлинской и Пражской наступательных операциях, отличившись при освобождении Дрездена и ликвидации окруженной группировки противника.

### Послевоенная карьера
В октябре 1945 года был назначен на должность заместителя командира 128-го стрелкового корпуса (28-я армия, Беломорский военный округ), которым временно командовал с 5 марта по 18 мая 1946 года, а затем исполнял должность начальника штаба корпуса.
В январе 1947 года Боженко был направлен на учёбу в Высшую военную академию имени К. Е. Ворошилова, после окончания которой в декабре 1948 года был назначен на должность заместителя начальника 2-го отдела Оперативного управления Главного штаба Сухопутных войск, а в апреле 1950 года был переведён в Главное военно-научное управление Генштаба Советской армии, где служил на должностях старшего научного сотрудника и заместителя начальника 3-го отдела, старшего научного сотрудника 1-го отдела, старшего научного сотрудника 1-й группы 1-го и 2-го отделов.
Полковник Афанасий Иванович Боженко 18 сентября 1958 года был уволен в запас. Умер 22 января 1982 года в Москве. Похоронен на Митинском кладбище.

## Награды
- Орден Ленина (1956)
- три ордена Красного Знамени (07.11.1943, 24.03.1945, 1951)
- Орден Кутузова 2 степени (25.05.1945)
- Орден Отечественной войны 1 степени (28.08.1944)
- Орден Отечественной войны 2 степени (10.08.1943)
- Орден Красной Звезды (1946)
- Медали, в том числе:
  - «За отвагу» (29.03.1942)
  - «За боевые заслуги» (1944).